# Sverige i olympiska vinterspelen 1964
Sverige i olympiska vinterspelen 1964.

## Svenska medaljörer

### Ishockey
- Anders Andersson - Gert Blomé - Lennart "Klimpen" Häggroth - Lennart "Tigern" Johansson - Sven "Tumba" Johansson - Lars-Eric Lundvall - Hans "Tjalle" Mild /Eilert "Garvis" Määttä - Nils "Dubbel-Nisse" Nilsson - Bert-Ola Nordlander - Ronald "Sura-Pelle" Pettersson - Ulf Sterner - Roland "Rolle" Stoltz - Kjell Svensson - Carl-Göran "Lill-Stöveln" Öberg - Uno "Garvis" Öhrlund, silver

### Skidor, nordiska grenar

#### Herrar
- 15 km
  - Sixten Jernberg, brons
- 50 km
  - Sixten Jernberg, guld
  - Assar Rönnlund, silver
- 4x10 km
  - Karl-Åke Asph, Sixten Jernberg, Janne Stefansson och Assar Rönnlund, guld

#### Damer
- 3x5 km
  - Barbro Martinsson, Britt Strandberg och Toini Gustafsson, silver

### Skridsko
- 10 000 meter
  - Jonny Nilsson, guld